# 古邑駅
古邑駅（コウプえき）は朝鮮民主主義人民共和国平安北道定州市にある、朝鮮民主主義人民共和国鉄道省平義線の駅である。

## 隣の駅
朝鮮民主主義人民共和国鉄道省
平義線
雲岩駅 - 古邑駅 - 定州青年駅